# دیوید جونز (دونده)
دیوید جونز (انگلیسی: David Jones؛ زادهٔ ۱۱ مارس ۱۹۴۰) دونده دو سرعت اهل بریتانیا بود.